# 2009年热带风暴安娜
热带风暴安娜（英語：Tropical Storm Ana）是2009年大西洋飓风季首场获得命名的风暴，也是这年第一个对加勒比群岛构成影响的热带气旋。系统源于8月11日同东风波关联的低气压区，于8月12日短暂达到热带风暴强度，但很快又回落至热带低气压水平。次日，系统在向西移动期间退化成不含对流的残留低气压区。8月14日，系统又在背风群岛以东约1735公里海域再生。8月15日清晨，气旋再度达到热带风暴标准并获名“安娜”。达到最大持续风速每小时65公里，最低气压1003毫巴（百帕，29.65英寸汞柱）的最高强度后，风暴开始因移动速度过快且风切变增多而再度减弱。气象机构在气旋过去后的重新分析中认定，安娜曾在8月16日再度消退成东风波，没有触及任何陆地。
8月15至17日间，小安的列斯群岛、波多黎各、多米尼加接获多份热带风暴观察预警。多个岛屿针对风暴采取少量防灾措施，圣基茨岛有40户居住在洪水易发地点的居民在气旋来袭前撤离。多米尼加共和国政府官员开设多个避难所并设置救灾机构。安娜造成的影响很小，基本局限于小到中雨。波多黎各测得70毫米雨量，造成街道被淹，还有三所学校被迫疏散。

## 气象历史
8月9日，美国国家飓风中心开始监控佛得角群岛和非洲西海岸之间一股带有小规模对流活动的东风波。系统最终在向西行进期间催生出低气压区。经过数天的缓慢组织，系统于8月11日清晨在佛得角群岛以西约455公里海域经美国国家飓风中心宣告成为热带低气压。气旋环流中心周围发展出深层对流，并在北侧的中层副热带高压脊影响下继续保持总体向西移动。气象机构预计热带低气压会因行经洋面水温略有升高、风切变降低而逐渐增强，但由于有干燥空气的不利影响，系统进一步强化的可能性不大。
到了8月12日，美国国家飓风中心宣布第二号热带低气压经过中心上空的深层对流爆发后已接近热带风暴强度，不过系统此时尚未升级成热带风暴，但经过风暴过后的重新分析，气象部门确认系统此时已达到热带风暴标准，于8月12日达到风力时速65公里的最高强度并保持约12小时。数小时后，气旋结构因风切变增多而变得混乱。但到了8月13日下午，安娜的强度已回落到热带低气压标准，并因连续近24小时无法在中心附近保有对流而退化成不含对流的残留低气压区。美国国家飓风中心此时发布针对气旋的最后一份公告，但也称系统还有再度发展的可能。

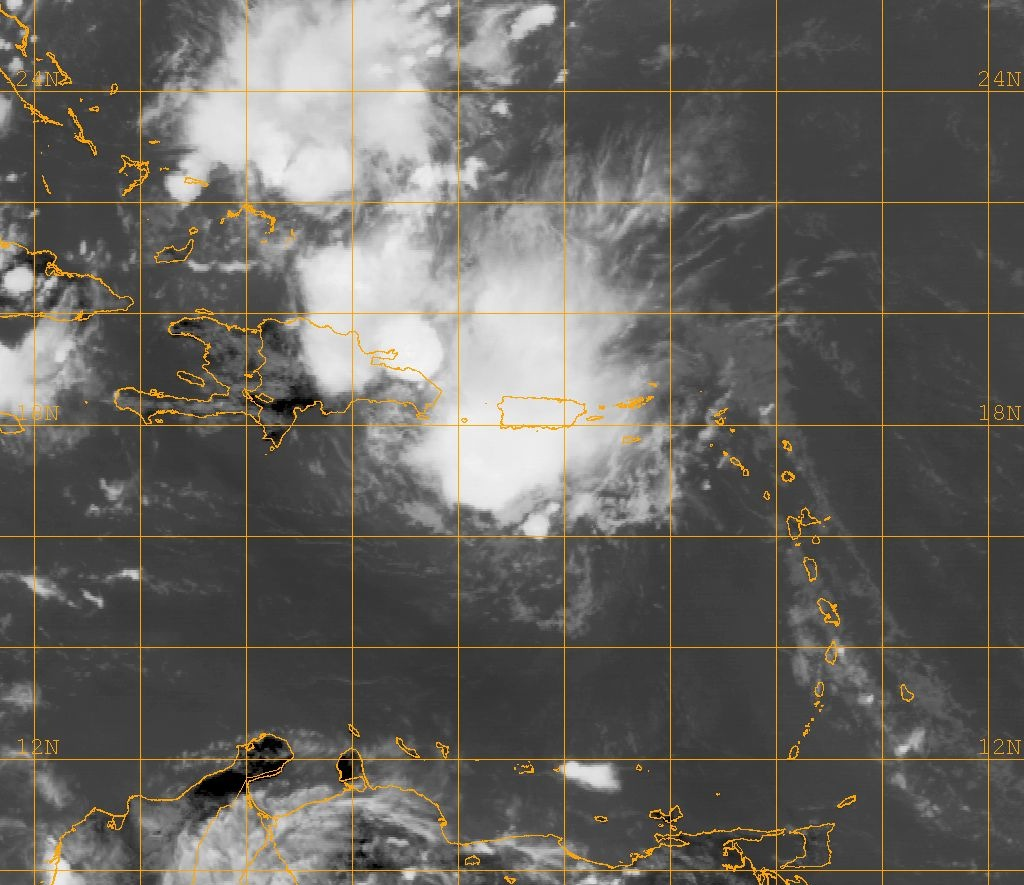
安娜的残留飘移到波多黎各附近

系统消退成残留低气压约24小时后，系统上空于8月14日开始再度发展出对流。当天晚上，飓风猎人侦察机向系统内投放投落送，所获数据表明系统正在重新发展，美国国家飓风中心不久后重新开始针对位于背风群岛以东约1735公里海域的低气压发布公告。受北大西洋上空的上层高气压影响，气旋继续西进。8月15日清晨，低气压的环流中心周围已发展出深层对流，美国国家飓风中心因此将其升级成热带风暴，并以“安娜”（Ana）命名。但在风切变的影响下，气旋对流当天就同环流分离，安娜的中心因此再度暴露出来。
8月16日时，安娜的移动速度开始加快，风暴行进水域的大气环境很快变得干燥而稳定。这天下午，飓风猎人侦察机所测数据表明系统内已不存在热带风暴强度风力，气象机构因此把安娜降级成热带低气压。经过风暴过后的重新分析，气象部门还确认安娜此后不久便退化成东风波，而且此时也已不属热带气旋。数小时后，系统以每小时42公里的速度快速朝西北偏西方向前进，内部再度发展出对流。8月17日清晨，瓜德罗普和圣胡安的雷达图像表明系统内已经没有闭合的下层环流，但美国国家飓风中心仍在继续发布公告，直至能通过卫星图像确认系统状态为止。当天下午，侦察机确认系统内缺乏下层环流，美国国家飓风中心于是宣布安娜已在波多黎各近海消散。但气旋实际上在前一天就已退化成东风波。气象部门继续监控风暴残留是否有重新发展的迹象，但因同伊斯帕尼奥拉岛和古巴陆地相互影响，系统未能再生。

## 防灾措施和影响

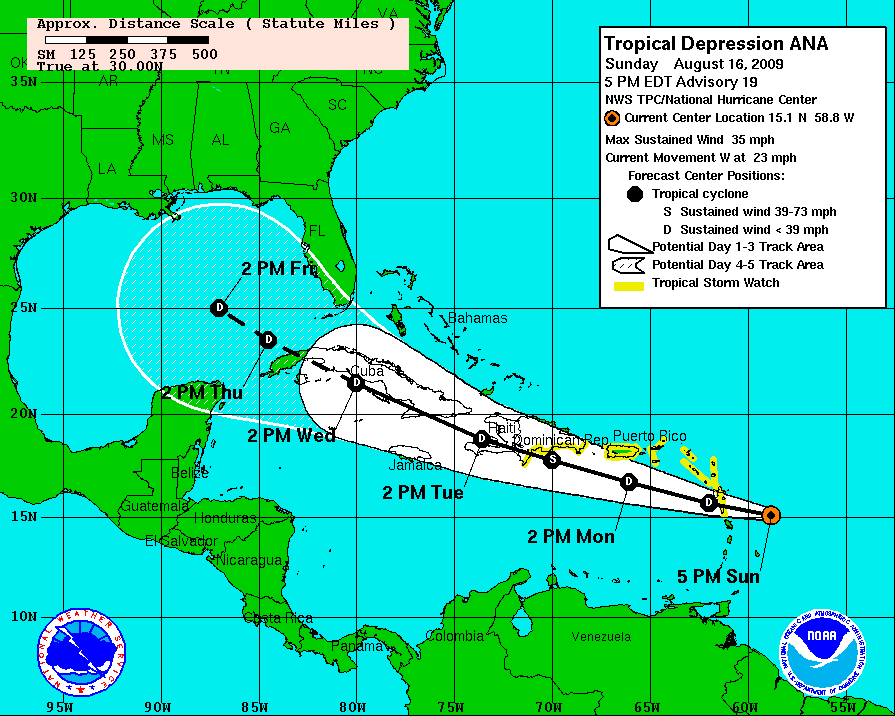
8月16日，美国国家飓风中心在针对安娜发布的第23份公告中预测气旋之后5天的动向，白色框表示风暴之后3天内可能影响的区域，黄色部分代表当地进入热带风暴观察预警生效状态，红色圆点代表公告发布时气旋的位置。

8月15日，背风群岛大部分地区收到热带风暴观察预警。两天后，波多黎各和多米尼加东部贝亚塔角（Cabo Beata）到恩加诺角（Cape Engaño）之间区域也接获热带风暴观察预警。安娜减弱及消散后，上述预警相应中止。

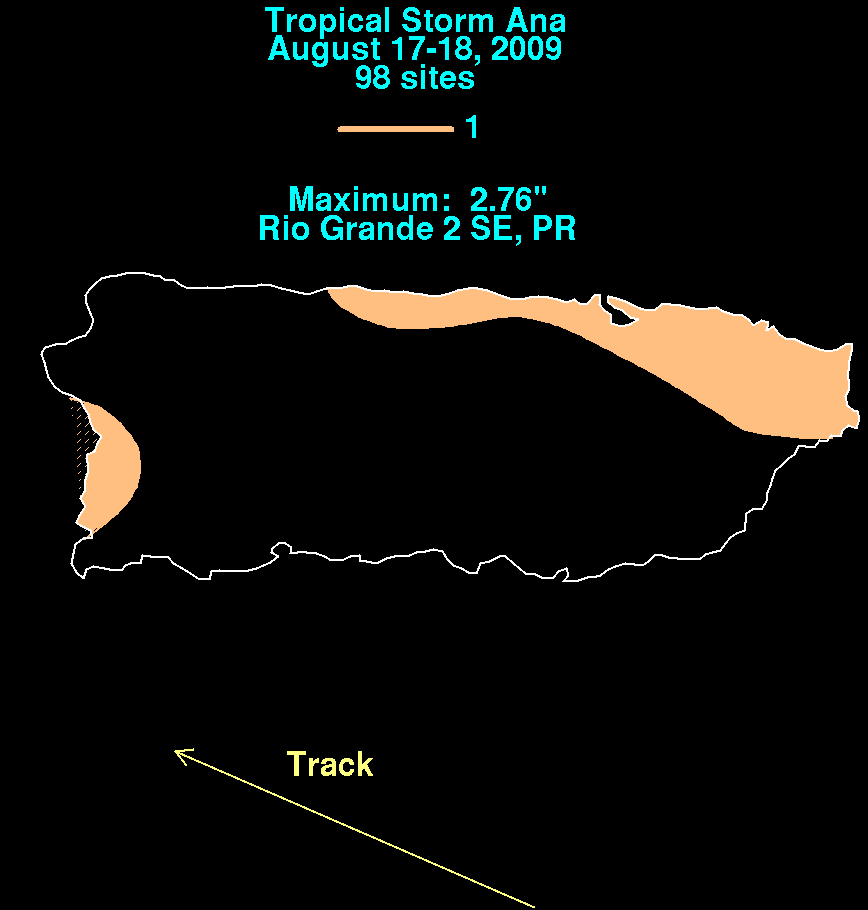
安娜在波多黎各的降水分布

荷属圣马丁多家邮轮公司调整航线避开风暴，并将停在港口的船只固定。多艘船被转移到海浪总体较小的辛普森湾泻湖。圣基茨岛有关部门在安娜来袭前把40户生活在洪水易发区的居民疏散到避难所。8月17日，美国国家气象局驻圣胡安办事处向波多黎各东部所有市镇发布城区及小河洪灾公报。进出当地的航班延迟数小时以期避开风暴。由于气象机构预计安娜的残留会带来高达150毫米降水，多米尼加共和国政府官员向12个省发出洪灾预警。民防部队将军卢纳·保利诺（Luna Paulino）是气旋来袭前启动多家救灾机构运作，通报市民可能需要强制撤离。政府官员还对保护多个城镇及村庄的多个受风暴威胁的水坝进行检查。据应急官员介绍，该国已有3万5000人待命，随时准备应对灾害降临。全国各地都开设有避难所，但到了8月17日下午，许多避难所都已关闭，之前自愿撤离的居民也已返回家园。。由于安娜的残留可能在海地的山区上空产生暴雨，该国因此进入黄色警戒状态。
圣托马斯岛的持续风速为每小时45公里，阵风时速达到65公里。由于系统移动速度较快，波多黎各的降雨量不高，虽有引发轻度洪灾，但破坏程度很轻。里奥格兰德的降雨量最高，有70毫米。降水导致法哈多河（Fajardo River）水位上升，官员发出警报称河水有可能突破堤岸。多条街道及一条隧道因洪水封闭，另有三所学校被迫疏散。波多黎各有许多树木断裂，多条电缆中断，全岛约有6000人失去供电。另据报道，当地还因安娜而出现海龙卷风和龙卷风。此外，岛上的阵风时速达到67公里。安娜的残留还令伊斯帕尼奥拉岛普降大雨，但没有报道表明当地因此受到破坏。